# Athlītikī Enōsis Kōnstantinoupoleōs 2022-2023
Questa voce raccoglie le informazioni riguardanti l'AEK Atene nelle competizioni ufficiali della stagione 2022-2023.

## Maglie e sponsor
Il fornitore tecnico per la stagione 2022-2023 è Nike, mentre lo sponsor ufficiale è Pame Stoixima.
| 1ª divisa | 2ª divisa | 3ª divisa |

## Rosa
Aggiornata al 3 maggio 2023.
| N. |                              | Ruolo | Calciatore               |
| -- | ---------------------------- | ----- | ------------------------ |
| 1  | Serbia (bandiera)            | P     | Cican Stanković          |
| 2  | Camerun (bandiera)           | D     | Harold Moukoudi          |
| 3  | Iran (bandiera)              | D     | Milad Mohammadi          |
| 4  | Polonia (bandiera)           | C     | Damian Szymański         |
| 5  | Marocco (bandiera)           | A     | Nordin Amrabat           |
| 6  | Danimarca (bandiera)         | C     | Jens Jønsson             |
| 7  | Trinidad e Tobago (bandiera) | A     | Levi García              |
| 8  | Serbia (bandiera)            | C     | Mijat Gaćinović          |
| 9  | Paesi Bassi (bandiera)       | A     | Tom van Weert            |
| 10 | Svizzera (bandiera)          | C     | Steven Zuber             |
| 11 | Argentina (bandiera)         | A     | Sergio Araujo (capitano) |
| 12 | Grecia (bandiera)            | D     | Lazaros Rota             |
| 13 | Messico (bandiera)           | C     | Orbelín Pineda           |
| 14 | Svezia (bandiera)            | C     | Alexander Fransson       |
| 17 | Grecia (bandiera)            | A     | Chrīstos Almpanīs        |
| 19 | Svezia (bandiera)            | C     | Niclas Eliasson          |
| 20 | Grecia (bandiera)            | C     | Petros Mantalos          |
| 21 | Croazia (bandiera)           | D     | Domagoj Vida             |

| N. |                                 | Ruolo | Calciatore               |
| -- | ------------------------------- | ----- | ------------------------ |
| 22 | Spagna (bandiera)               | C     | Paolo Fernandes          |
| 24 | Grecia (bandiera)               | D     | Gerasimos Mītoglou       |
| 25 | Grecia (bandiera)               | C     | Kōstas Galanopoulos      |
| 28 | Iran (bandiera)                 | D     | Ehsan Hajsafi            |
| 29 | Francia (bandiera)              | D     | Djibril Sidibé           |
| 30 | Grecia (bandiera)               | P     | Geōrgios Athanasiadīs    |
| 31 | Grecia (bandiera)               | D     | Geōrgios Tzavellas       |
| 35 | Grecia (bandiera)               | A     | Michail Kosidis          |
| 37 | Bosnia ed Erzegovina (bandiera) | D     | Vedad Radonja            |
| 40 | Albania (bandiera)              | D     | Mario Mitaj              |
| 53 | Grecia (bandiera)               | A     | Theodosīs Machairas      |
| 61 | Grecia (bandiera)               | P     | Vasilios Chatziemmanouil |
| 70 | Grecia (bandiera)               | A     | Efthymios Christopoulos  |
| 80 | Grecia (bandiera)               | C     | Georgios Moustakopoulos  |
| 82 | Grecia (bandiera)               | A     | Spyros Skondras          |
| 90 | Angola (bandiera)               | C     | Zini                     |
| 99 | Grecia (bandiera)               | P     | Georgios Theocharis      |

## Calciomercato

### Sessione estiva
| Acquisti | Acquisti              | Acquisti              | Acquisti                             |
| R.       | Nome                  | da                    | Modalità                             |
| -------- | --------------------- | --------------------- | ------------------------------------ |
| C        | Niclas Eliasson       | Nîmes                 | acquisto definitivo (2 milioni €)    |
| C        | Steven Zuber          | Eintracht Francoforte | acquisto definitivo (1,60 milioni €) |
| C        | Mijat Gaćinović       | Hoffenheim            | acquisto definitivo (1 milione €)    |
| A        | Tom van Weert         | Volo                  | acquisto definitivo (500 mila €)     |
| D        | Djibril Sidibé        | Monaco                | acquisto definitivo (gratuito)       |
| C        | Jens Jønsson          | Cadice                | acquisto definitivo (gratuito)       |
| D        | Harold Moukoudi       | Saint-Étienne         | acquisto definitivo (gratuito)       |
| D        | Domagoj Vida          | Beşiktaş              | acquisto definitivo (gratuito)       |
| C        | Orbelín Pineda        | Celta Vigo            | prestito                             |
| P        | Geōrgios Athanasiadīs | Sheriff Tiraspol      | fine prestito                        |
| A        | Chrīstos Almpanīs     | Apollōn Limassol      | fine prestito                        |
| A        | Miloš Deletić         | Anorthōsis            | fine prestito                        |
| A        | Theodosīs Machairas   | Iōnikos               | fine prestito                        |
| C        | Giannīs-Foivos Mpotos | Go Ahead Eagles       | fine prestito                        |

| Cessioni | Cessioni              | Cessioni              | Cessioni                          |
| R.       | Nome                  | a                     | Modalità                          |
| -------- | --------------------- | --------------------- | --------------------------------- |
| D        | Mario Mitaj           | Lokomotiv Mosca       | cessione definitiva (3 milioni €) |
| C        | Damien Le Tallec      | Torpedo Mosca         | cessione definitiva (gratuita)    |
| A        | Karim Ansarifard      | Omonia                | cessione definitiva (gratuita)    |
| A        | Muamer Tanković       | Pafos                 | cessione definitiva (gratuita)    |
| D        | Ognjen Vranješ        | Hatayspor             | cessione definitiva (gratuita)    |
| C        | André Simões          | Famalicão             | cessione definitiva (gratuita)    |
| A        | Miloš Deletić         | Volo                  | cessione definitiva (gratuita)    |
| D        | Michalis Bakakis      | Panaitōlikos          | cessione definitiva (gratuita)    |
| D        | Clément Michelin      | Bordeaux              | prestito                          |
| D        | Stratos Svarnas       | Raków Częstochowa     | prestito con opzione di acquisto  |
| C        | Giannīs-Foivos Mpotos | Sheriff Tiraspol      | prestito                          |
| D        | Žiga Laci             | Koper                 | prestito                          |
| C        | Jevhen Šachov         |                       | svincolato                        |
| C        | Grzegorz Krychowiak   | Krasnodar             | fine prestito                     |
| C        | Steven Zuber          | Eintracht Francoforte | fine prestito                     |
| C        | Darko Jevtić          | Rubin                 | fine prestito                     |

### Sessione invernale
| Acquisti | Acquisti              | Acquisti         | Acquisti      |
| R.       | Nome                  | da               | Modalità      |
| -------- | --------------------- | ---------------- | ------------- |
| C        | Paolo Fernandes       | Volo             | fine prestito |
| D        | Žiga Laci             | Koper            | fine prestito |
| C        | Giannīs-Foivos Mpotos | Sheriff Tiraspol | fine prestito |

| Cessioni | Cessioni             | Cessioni     | Cessioni                       |
| R.       | Nome                 | a            | Modalità                       |
| -------- | -------------------- | ------------ | ------------------------------ |
| P        | Panagiotis Tsintotas | PAS Giannina | cessione definitiva (gratuita) |

## Risultati
Dati aggiornati al 25 maggio 2023.

### Souper Ligka Ellada

#### Fase regolare

##### Girone di andata
| Arbitro: | Koutsiaftis |

|  |           |                                  |
|  | Marcatori | 35’ Araujo 65’ Araujo 73’ Pineda |

| Arbitro: | Papadopoulos |

|  |           |             |
|  | Marcatori | 19’ Deletić |

| Arbitro: | Manouhos |

|                        |           |  |
| Pineda 39’ Amrabat 87’ | Marcatori |  |

| Arbitro: | Kabakov |

|                                              |           |            |
| Cantalapiedra 43’ (rig.) Šporar 45+7’ (rig.) | Marcatori | 36’ Pineda |

| Arbitro: | Diamantopoulos |

|  |           |                         |
|  | Marcatori | 48’ García 75’ Moukoudi |

| Arbitro: | Fotias |

|                                                  |           |                     |
| Gaćinović 6’ García 26’ Araujo 62’ Gaćinović 65’ | Marcatori | 90+3’ Eleytheriadīs |

| Arbitro: | Correia |

|  |           |                          |
|  | Marcatori | 28’ Szymański 50’ García |

| Arbitro: | Sidīropoulos |

|                      |           |  |
| Amrabat 90+4’ (rig.) | Marcatori |  |

| Arbitro: | Vergetis |

|  |           |                              |
|  | Marcatori | 51’ García 70’ (rig.) García |

| Arbitro: | Stefanski |

|                          |           |  |
| García 36’ Gaćinović 61’ | Marcatori |  |

| Arbitro: | Fotias |

|          |           |                    |
| Xesc 58’ | Marcatori | 52’ (rig.) Amrabat |

| Arbitro: | Koutsiaftis |

|                                             |           |  |
| García 6’ (rig.) Gaćinović 11’ Mantalos 60’ | Marcatori |  |

| Il Pireo 13 novembre 2022, ore 19:30 UTC+2 13ª giornata | Olympiacos | 0 – 0 referto | AEK Atene | Stadio Geōrgios Karaiskakīs\| Arbitro: \| Nyberg \| |
| Arbitro:                                                | Nyberg     |               |           |                                                     |

##### Girone di ritorno
| Arbitro: | Manouhos |

|                                          |           |  |
| van Weert 67’ García 88’ van Weert 90+4’ | Marcatori |  |

| Arbitro: | Tsagarakis |

|  |           |                                                  |
|  | Marcatori | 16’ Mitoglou 30’ Pineda 35’ van Weert 67’ García |

| Arbitro: | Fotias |

|                       |           |            |
| Rienstra 9’ Bălan 32’ | Marcatori | 51’ Araujo |

| Arbitro: | Nobre |

|            |           |  |
| Pineda 68’ | Marcatori |  |

| Arbitro: | Vergetis |

|                                              |           |                       |
| Araujo 13’ García 35’ Pineda 51’ Amrabat 55’ | Marcatori | 39’ (rig.) João Pedro |

| Arbitro: | Sidiropoulos |

|          |           |                      |
| Sebá 38’ | Marcatori | 82’ Vida 90+2’ Zuber |

| Arbitro: | Godinho |

|                                             |           |  |
| Amrabat 18’ (rig.) Gaćinović 76’ Pineda 89’ | Marcatori |  |

| Arbitro: | Papadopoulos |

|                                               |           |  |
| García 37’ Amrabat 45+3’ (rig.) van Weert 84’ | Marcatori |  |

| Arbitro: | Eskås |

|                           |           |  |
| Narey 14’ Koulierakīs 62’ | Marcatori |  |

| Arbitro: | Tzovaras |

|                          |           |  |
| Araujo 32’ Gaćinović 76’ | Marcatori |  |

| Arbitro: | Diamantopoulos |

|  |           |                                       |
|  | Marcatori | 43’ Amrabat 49’ Amrabat 62’ Gaćinović |

| Arbitro: | Karantonis |

|  |           |           |
|  | Marcatori | 31’ Zuber |

| Arbitro: | Mariani |

|           |           |                                           |
| Zuber 81’ | Marcatori | 50’ (aut.) Moukoudi 53’ Bakambu 67’ Canós |

##### Gironeplayoff
| Atene 19 marzo 2023, ore 21:30 UTC+2 27ª giornata | AEK Atene | 0 – 0 referto | Panathīnaïkos | Stadio Agia Sophia (31.100 spett.)\| Arbitro: \| Dabanović \| |
| Arbitro:                                          | Dabanović |               |               |                                                               |

| Arbitro: | Kulbakov |

|  |           |            |
|  | Marcatori | 80’ Araujo |

| Arbitro: | Sidiropoulos |

|  |           |           |
|  | Marcatori | 9’ Pineda |

| Arbitro: | Diamantopoulos |

|                                         |           |              |
| García 36’ (rig.) Zuber 82’ Zuber 90+5’ | Marcatori | 45+1’ Iturbe |

| Arbitro: | Massa |

|             |           |                                               |
| Bakambu 54’ | Marcatori | 7’ Gaćinović 82’ (rig.) García 90+1’ Mantalos |

| Arbitro: | Stieler |

|                                                 |           |  |
| Zuber 21’ Moukoudi 24’ García 77’ Fernandes 86’ | Marcatori |  |

| Atene 30 aprile 2023, ore 20:00 UTC+3 33ª giornata | Panathīnaïkos | 0 – 0 referto | AEK Atene | Stadio Apostolos Nikolaidis (13.373 spett.)\| Arbitro: \| Soares Dias \| |
| Arbitro:                                           | Soares Dias   |               |           |                                                                          |

| Atene 3 maggio 2023, ore 20:00 UTC+3 34ª giornata | AEK Atene | 0 – 0 referto | Olympiacos | Stadio Agia Sophia\| Arbitro: \| Brisard \| |
| Arbitro:                                          | Brisard   |               |            |                                             |

| Arbitro: | Fotias |

|                 |           |                         |
| Gray 17’ (rig.) | Marcatori | 23’ van Weert 43’ Zuber |

| Arbitro: | Manouchos |

|                                                  |           |  |
| Zuber 16’ Gaćinović 33’ Pineda 59’ Szymański 85’ | Marcatori |  |

## Coppa di Grecia
L'AEK comincerà la sua partecipazione alla Coppa di Grecia a partire dal quinto turno.

### Quinto turno
| Atene 20 ottobre 2022, ore 19:00 UTC+3 Quinto turno (gara unica) | AEK Atene | 2 – 0 referto | PAS Giannina | Stadio Agia Sophia |
| \| \| \| \| \| Kosidis 5’ Mantalos 67’ (rig.) \| Marcatori \| \| |           |               |              |                    |
|                                                                  |           |               |              |                    |
| Kosidis 5’ Mantalos 67’ (rig.)                                   | Marcatori |               |              |                    |

Con la vittoria per 2-0 sul PAS Giannina, l'AEK Atene si è qualificato agli ottavi di finale di Coppa di Grecia.

### Ottavi di finale
| Arbitro: | Tsetsilas |

|  |           |                                   |
|  | Marcatori | 34’ García 45 3’ (rig.) van Weert |

| Arbitro: | Evangelou |

|                                              |           |  |
| Moustakopoulos 27’ Radonja 48’ Machairas 82’ | Marcatori |  |

Con il risultato aggregato di 5-0, L'AEK si è qualificato per i quarti di finale di Coppa di Grecia.

### Quarti di finale
| Arbitro: | Polychronis |

|                                    |           |  |
| Mantalos 55’ García 68’ Pineda 90’ | Marcatori |  |

| Arbitro: | Tsimenteridis |

|                 |           |                                         |
| Katsantonis 49’ | Marcatori | 21’ Mantalos 51’ Mantalos 80’ Machairas |

Con il risultato complessivo di 6-1, l'AEK Atene si è qualificato per le semifinali di Coppa di Grecia.

### Semifinali
| Arbitro: | Dabanović |

|                                                      |           |  |
| García 3’ Samassekou 27’ (aut.) García 90+13’ (rig.) | Marcatori |  |

| Arbitro: | Aghayev |

|                        |           |               |
| Valbuena 27’ Hwang 57’ | Marcatori | 52’ (aut.) Ba |

Con il risultato aggregato di 4-2, l'AEK Atene si è qualificato per la finale di Coppa di Grecia.

### Finale
| Arbitro: | Brych |

|                              |           |  |
| Moukoudi 26’ Fernandes 90+2’ | Marcatori |  |

Con la vittoria per 2-0 sul PAOK Salonicco, l'AEK Atene ha vinto la finale aggiudicandosi in tal modo la Coppa di Grecia 2022-2023.

## Statistiche
Dati aggiornati al 25 maggio 2023.

### Statistiche di squadra
| Competizione        | Punti | In casa | In casa | In casa | In casa | In casa | In casa | In trasferta | In trasferta | In trasferta | In trasferta | In trasferta | In trasferta | Totale | Totale | Totale | Totale | Totale | Totale | DR  |
| Competizione        | Punti | G       | V       | N       | P       | Gf      | Gs      | G            | V            | N            | P            | Gf           | Gs           | G      | V      | N      | P      | Gf     | Gs     | DR  |
| ------------------- | ----- | ------- | ------- | ------- | ------- | ------- | ------- | ------------ | ------------ | ------------ | ------------ | ------------ | ------------ | ------ | ------ | ------ | ------ | ------ | ------ | --- |
| Souper Ligka Ellada | 83    | 18      | 14      | 2       | 2       | 40      | 7       | 18           | 12           | 3            | 3            | 29           | 10           | 36     | 26     | 5      | 5      | 69     | 17     | +52 |
| Coppa di Grecia     | -     | 5       | 5       | 0       | 0       | 12      | 0       | 3            | 2            | 0            | 1            | 6            | 3            | 8      | 7      | 0      | 1      | 18     | 3      | +15 |
| Totale              | -     | 23      | 19      | 2       | 2       | 52      | 7       | 21           | 14           | 3            | 4            | 35           | 13           | 44     | 33     | 5      | 6      | 87     | 20     | +67 |

### Statistiche individuali
| Giocatore         | Souper Ligka Ellada | Souper Ligka Ellada | Souper Ligka Ellada | Souper Ligka Ellada | Coppa di Grecia | Coppa di Grecia | Coppa di Grecia | Coppa di Grecia | Totale   | Totale | Totale      | Totale     |
| Giocatore         | Presenze            | Reti                | Ammonizioni         | Espulsioni          | Presenze        | Reti            | Ammonizioni     | Espulsioni      | Presenze | Reti   | Ammonizioni | Espulsioni |
| ----------------- | ------------------- | ------------------- | ------------------- | ------------------- | --------------- | --------------- | --------------- | --------------- | -------- | ------ | ----------- | ---------- |
| C. Almpanis       | 1                   | 0                   | 0                   | 0                   | 0               | 0               | 0               | 0               | 1        | 0      | 0           | 0          |
| N. Amrabat        | 30                  | 8                   | 6                   | 0                   | 3               | 0               | 1               | 0               | 33       | 8      | 7           | 0          |
| S. Araujo         | 29                  | 7                   | 6                   | 0                   | 5               | 0               | 2               | 0               | 34       | 7      | 8           | 0          |
| G. Athanasiadis   | 30                  | -12                 | 1                   | 0                   | 0               | 0               | 0               | 0               | 30       | -12    | 1           | 0          |
| E. Christopoulos  | 1                   | 0                   | 0                   | 0                   | 1               | 0               | 0               | 0               | 2        | 0      | 0           | 0          |
| N. Eliasson       | 26                  | 0                   | 3                   | 0                   | 4               | 0               | 0               | 0               | 30       | 0      | 3           | 0          |
| P. Fernandes      | 14                  | 1                   | 0                   | 0                   | 5               | 1               | 0               | 0               | 19       | 2      | 0           | 0          |
| A. Fransson       | 2                   | 0                   | 0                   | 0                   | 4               | 0               | 0               | 0               | 6        | 0      | 0           | 0          |
| M. Gaćinović      | 29                  | 9                   | 4                   | 0                   | 5               | 0               | 1               | 0               | 34       | 9      | 5           | 0          |
| K. Galanopoulos   | 12                  | 0                   | 0                   | 0                   | 5               | 0               | 3               | 0               | 17       | 0      | 3           | 0          |
| L. García         | 31                  | 14                  | 2                   | 0                   | 6               | 4               | 0               | 0               | 37       | 18     | 2           | 0          |
| E. Hajsafi        | 29                  | 0                   | 3                   | 0                   | 6               | 0               | 1               | 0               | 35       | 0      | 4           | 0          |
| J. Jønsson        | 34                  | 0                   | 3                   | 0                   | 5               | 0               | 0               | 0               | 39       | 0      | 3           | 0          |
| M. Kosidis        | 2                   | 0                   | 0                   | 0                   | 3               | 1               | 0               | 0               | 5        | 1      | 0           | 0          |
| T. Machairas      | 1                   | 0                   | 0                   | 0                   | 2               | 2               | 0               | 0               | 3        | 2      | 0           | 0          |
| P. Mantalos       | 30                  | 2                   | 5                   | 0                   | 8               | 4               | 2               | 0               | 38       | 6      | 7           | 0          |
| G. Mītoglou       | 8                   | 1                   | 0                   | 0                   | 7               | 0               | 0               | 0               | 15       | 1      | 0           | 0          |
| M. Mohammadi      | 13                  | 0                   | 0                   | 0                   | 1               | 0               | 1               | 0               | 14       | 0      | 1           | 0          |
| H. Moukoudi       | 27                  | 2                   | 5                   | 0                   | 3               | 1               | 0               | 0               | 30       | 3      | 5           | 0          |
| G. Moustakopoulos | 0                   | 0                   | 0                   | 0                   | 1               | 1               | 0               | 0               | 1        | 1      | 0           | 0          |
| O. Pineda         | 36                  | 9                   | 5                   | 0                   | 6               | 1               | 1               | 0               | 42       | 10     | 6           | 0          |
| V. Radonja        | 0                   | 0                   | 0                   | 0                   | 4               | 1               | 0               | 0               | 4        | 1      | 0           | 0          |
| L. Rota           | 31                  | 0                   | 5                   | 0                   | 5               | 0               | 0               | 1               | 36       | 0      | 5           | 1          |
| D. Sidibé         | 11                  | 0                   | 1                   | 0                   | 5               | 0               | 0               | 0               | 16       | 0      | 1           | 0          |
| C. Stanković      | 6                   | -4                  | 0                   | 0                   | 8               | -3              | 0               | 0               | 14       | -7     | 0           | 0          |
| S. Skondras       | 0                   | 0                   | 0                   | 0                   | 1               | 0               | 0               | 0               | 1        | 0      | 0           | 0          |
| D. Szymański      | 30                  | 2                   | 9                   | 0                   | 4               | 0               | 2               | 0               | 34       | 2      | 11          | 0          |
| G. Tzavellas      | 13                  | 0                   | 5                   | 0                   | 5               | 0               | 0               | 0               | 18       | 0      | 5           | 0          |
| T. van Weert      | 12                  | 5                   | 0                   | 0                   | 4               | 1               | 0               | 0               | 16       | 6      | 0           | 0          |
| D. Vida           | 31                  | 1                   | 5                   | 0                   | 2               | 0               | 0               | 0               | 33       | 1      | 5           | 0          |
| Zini              | 2                   | 0                   | 0                   | 0                   | 0               | 0               | 0               | 0               | 2        | 0      | 0           | 0          |
| S. Zuber          | 27                  | 8                   | 3                   | 0                   | 6               | 0               | 0               | 0               | 33       | 8      | 3           | 0          |